# 迪滕海姆
迪滕海姆（德語：Dietenheim，發音：[ˈdiːtn̩haɪm] ⓘ）是德国巴登-符腾堡州蒂宾根行政区山地-多瑙县的城市，面积为18.75平方千米，2023年12月31日人口为6,922人。